# Старый замок (Ингольштадт)
Старый замок Ингольштадта (нем. Altes Schloss или нем. Herzogskasten) — бывшая резиденция герцогов, располагавшаяся в Ингольштадте; в готическом светском здании XIII века, построенном около 1255 года по заказу Людвига II Строгого как часть ансамбля из нескольких сооружений с внутренним двором, сегодня находится городская библиотека. Является памятником архитектуры.